# Parastrangalis pallescens
Parastrangalis pallescens là một loài bọ cánh cứng trong họ Cerambycidae.